# Concistori di papa Niccolò III

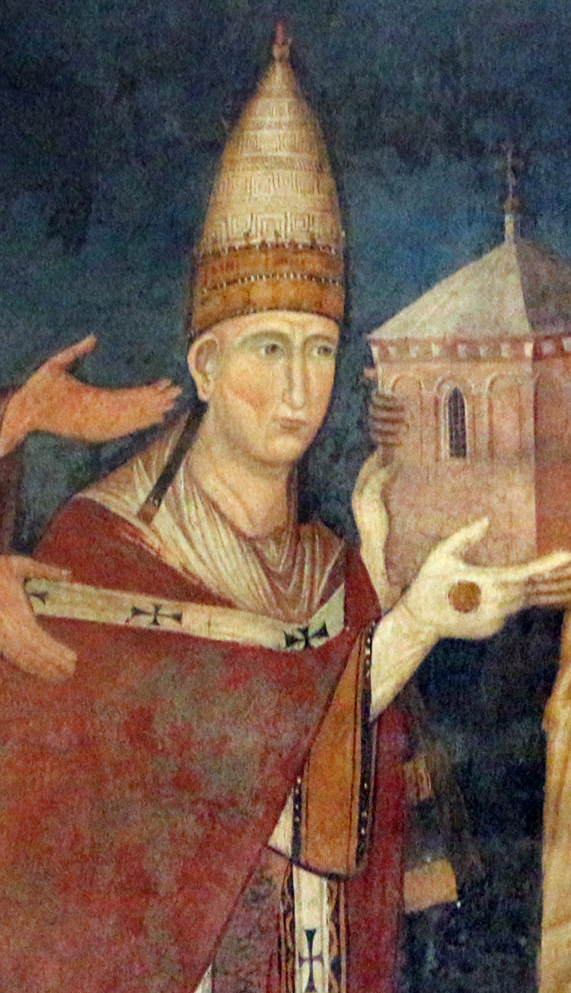
Papa Niccolò III

Questa voce raccoglie l'elenco completo dei concistori per la creazione di nuovi cardinali presieduti da papa Niccolò III, con l'indicazione dei cardinali creati su cui si hanno informazioni documentarie (9 nuovi cardinali in un solo concistoro). I nomi sono posti in ordine di creazione.

## 12 marzo 1278
- Latino Malabranca Orsini, O.P., professore di teologia, nipote di Sua Santità; creato cardinale vescovo di Ostia e Velletri (morto nel luglio o nell'agosto 1294); beato
- Erhard de Lessines, vescovo di Auxerre (Francia); creato cardinale vescovo di Palestrina (morto nel luglio 1278)
- Bentivegna de' Bentivegni, O.F.M., vescovo di Todi; creato cardinale vescovo di Albano (morto nel marzo 1289)
- Robert Kilwardby, O.P., arcivescovo di Canterbury (Inghilterra); creato cardinale vescovo di Porto e Santa Rufina (morto nel settembre 1279)
- Ordoño Álvarez, arcivescovo di Braga (Portogallo); creato cardinale vescovo di Frascati (morto nel dicembre 1285)
- Gerardo Bianchi, protonotario apostolico; creato cardinale presbitero dei Santi XII Apostoli (morto nel marzo 1302)
- Girolamo Masci, O.F.M., ministro generale del suo Ordine; creato cardinale presbitero di Santa Pudenziana; poi eletto papa con il nome di Niccolò IV il 22 febbraio 1288 (morto nell'aprile 1292)
- Giordano Orsini, fratello di Sua Santità; creato cardinale diacono di Sant'Eustachio (morto nel settembre 1287)
- Giacomo Colonna, arcidiacono di Pisa; creato cardinale diacono di Santa Maria in Via Lata (morto nell'agosto 1318); deposto dal cardinalato nel 1297 e restaurato nel 1305

## Fonti
- (EN) Current and historical information about the Bishops and Dioceses of the Catholic Hierarchy around the world, su catholic-hierarchy.org.
- (EN) Salvador Miranda, Nicholas III, su fiu.edu – The Cardinals of the Holy Roman Church, Florida International University. URL consultato il 28 luglio 2015.